# يحيى بن يحيى الليثي
أبو محمد يحيى بن يحيى الليثي المصموديُّ الأندلسيّ القرطبيّ (152 هـ - 234 هـ) إمام وفقيه الأندلس وصاحب واحدة من أشهر روايات الموطأ، أخذها عنه أهل المشرق والمغرب، وشيخ المالكية في الأندلس في زمانه.

## نشأته
ولد يحيى بن يحيى بن كثير بن وسلاس بن شملال بن منغايا عام 152 هـ وهو ينتمي إلى بربر مصمودة نسبًا، وإلى بني الليث ولاءً. جده كثير هو الداخل إلى الأندلس. أخذ رواية الموطأ في الأندلس عن زياد بن عبد الرحمن اللخمي المعروف بشبطون، وهو أول من أدخل مذهب مالك إلى الأندلس، وسمع من يحيى بن مضر القيسي، ثم ارتحل إلى المشرق وعمره 28 عامًا، فسمع الموطأ من مالك ولازمه، ثم سمع من الليث بن سعد في مصر، ومن سفيان بن عيينة في مكة، ومن عبد الرحمن بن القاسم العتقي وعبد الله بن وهب.

## مكانته في الأندلس
كان يحيى بن يحيى ممن نشروا مذهب مالك في الأندلس، وإليه انتهت رياسة المذهب فيها، ووصفه مالك بأنه عاقل الأندلس، وعدّه محمد بن عبد الله بن لبابة القرطبي راوي الأندلس، وروى عنه ابناه إسحاق وعبيد الله ومحمد بن وضاح وزياد بن محمد بن شبطون، وبقي بن مخلد وغيرهم.
اتهم بأنه هيّج الناس على الحكم الربضي، مما نتج عنه وقعة الربض التي كادت أن تنهي حكم الحكم في الأندلس. ففر إلى طليطلة إلى أن أمّنه الحكم، للعودة إلى قرطبة. رغم ذلك، فقد عظم شأنه عند أمراء بني أمية في الأندلس، فقد ذكر ابن بشكوال أنه كان مجاب الدعوة، وأن أمير الأندلس كان لا يولي أحدًا القضاء بمدن الأندلس إلا بمشورته، غير أنه لم يلِ القضاء قط. كما كان رادعًا للأمراء، فقد استفتى عبد الرحمن الأوسط في جارية أتاها في نهار رمضان، فجمع الفقهاء ليفتوه، فأفتاه يحيى بصيام شهرين متتابعين. وحين خرج الفقهاء، سألوه: «لم لم تفتيه بالتخيير»، فقال: «لو فتحنا عليه هذا الباب، سهُل عليه أن يطأ كل يوم ويعتق رقبة، ولكن حملته على أصعب الأمور لئلا يعود.»
ذكر ابن عبد البر أنه صارت إليه الفتيا في الأندلس بعد عيسى بن دينار. وقد توفي يحيى بن يحيى بقرطبة، ودفن بها في 22 رجب 234 هـ.